# Novak Simović
Novak Simović (18 maggio 1982) è un arbitro di calcio serbo.

## Carriera
Il 16 novembre 2008 esordisce in Prva Liga Srbija, la seconda serie del campionato serbo, dirigendo l'incontro Dinamo Vranje-Kolubara, terminata 0-0. Alla sua prima stagione in Prva Liga Srbija dirige 3 partite.
Nella stagione 2011/2012 esordisce in Superliga Srbije, la massima serie del campionato serbo, dirigendo Stella Rossa-Novi Pazar il 22 ottobre 2011. In questa stagione ottiene 3 presenze nel massimo campionato serbo, e arbitra anche l'incontro Portogallo U19-Georgia U19 (5-0).
Nella stagione 2018/2019 dirige la finale di Kup Srbije Stella Rossa-Partizan, terminata 0-1.
Il 4 luglio 2019 esordisce come arbitro UEFA, dirigendo un match delle qualificazioni all'Europa League. Nelle stagioni seguenti esordisce in altre competizioni UEFA, tra cui Europa League, Conference League, Nations League e Qualificazioni Champions League.